# Ян Заглоба
Ян Онуфрій Заглоба (пол. Jan Onufry Zagłoba) - вигадана літературна постать трилогії Генріка Сенкевича, шляхтич. Він уособлює найхарактерніші вади польської шляхти: схильності до пияцтва, боягузливість, лінь та забіяцтво. Проте він один з головних комедійних героїв трилогії та симпатичний читачам. До позитивних рис можна віднести, такі як патріотизм, сердечність та винахідливість, які завжди рятували його від різних небезпек. У ключових моментах бере участь у битвах при чому не поступається відвагою іншим героям Трилогії.

## Історія постаті
Перша поява цього героя у романі Вогнем і мечем у корчмі Чигирина, де відразу його зображують пиякою та гулякою. Про його життя та подвигу на початку книги відомо мало, а ті що лунають є вигадками самого Яна Заглоби. Він стверджував, що бував у Криму, Туреччині та на Святій Землі. Згодом стає одним із головних героїв цього роману. Розпочав приятелювати Міхалом Володийовським, Лонгинусом Підбийп'яткою та Яном Скшетуським, які переживають безліч пригод. Бере участь у битві при Збаражі, де прославився вбивством козацького ватажка Бурлая.
У Потопі прославився звільненням з полону та супроводжує з неволі князя Януша Радзивілла. Прикидається дядьком Роха Ковальського, який дався старикові обдурити. Приєднується до лав конфедератів Володийовського і Скшетуського. Буває поміж командувачами, між іншими Стефана Чарнецького та Томаша Замойського. Шанований за вигадки, інтелігентність та далекоглядність. 
У Пані Володийовському вже старий шляхтич, котрий допомагає Міхалу Володийовському у поверненні до лицарського життя. 

## Кіноактори у ролі Заглоби
- 1962 - Col ferro e col fuoco (реж. Fernando Cerchio) - Акім Таміров
- 1969 - Пан Володийовський (реж. Є. Гофман) - Мечислав Павликовський
- 1969 - Пригоди пана Міхала (серіал) (реж. П. Коморовський) - Мечислав Павликовський
- 1974 - Потоп (реж. Є. Гофман) - Kazimierz Wichniarz
- 1999 - Вогнем і мечем (реж. Є. Гофман) - Христофер Ковалевський

## Цікавинки
- У романі Вогнем і мечем він обіцяв усиновити Богуна.
- Продається пиво марки "Заглоба" на пивоварному компанії Okocim.